# 北国分寺台
北国分寺台（きたこくぶんじだい）は、千葉県市原市の五井地区にある町丁。現行行政地名は北国分寺台一丁目から北国分寺台五丁目。郵便番号は290-0071。

## 概要
市原市北西部の五井地区に位置する。比較的規模の大きいニュータウン開発を行った国分寺台土地区画整理事業の事業区域のため、国分寺台地区に分類されることもある。土地区画整理事業の換地処分の際に地番変更と住居表示を実施をしている。元々の大字は、郡本、藤井、西野谷、門前であった。
区画整理を実施しているため、整然とした住宅街が広がっている。また、南部には五井東方面から続く北五井緑道が通っており、広く緑を感じることができるような街になっている。

## 地理

### 地価
都道府県地価調査によると、2022年（令和4年）7月1日現在、北国分寺台4丁目19番地2で63,300円/m2となっている。

### 隣接町丁字
北は郡本、東は山田橋、西は加茂、南は国分寺台中央と接している。

## 歴史

### 年表
- 1889年（明治22年）4月1日 - 五井村の一部であった[8]。
- 1891年（明治24年）5月20日 - 町制施行し五井町の一部となる[8]。
- 1963年（昭和38年）5月1日 - 5町が合併し市原市の一部となった[11]。
- 1971年（昭和46年） - 区画整理事業が開始[11]。
- 2001年（平成13年） - 区画整理事業が終了[11]。

## 世帯数と人口
2023年（令和5年）4月1日現在の世帯数及び人口の詳細は以下の通りである。
| 町丁字           | 世帯数    | 人口    | 人口  | 人口   | 人口     | 人口     | 人口    | 人口   | 世帯人員 |
| 町丁字           | 世帯数    | 総数    | 若年  | 若年   | 生産年齢 | 生産年齢 | 高齢    | 高齢   | 世帯人員 |
| ---------------- | --------- | ------- | ----- | ------ | -------- | -------- | ------- | ------ | -------- |
| 北国分寺台一丁目 | 300世帯   | 648人   | 72人  | 11.11% | 364人    | 56.17%   | 212人   | 32.72% | 2.16人   |
| 北国分寺台二丁目 | 294世帯   | 599人   | 53人  | 8.85%  | 299人    | 49.92%   | 247人   | 41.24% | 2.04人   |
| 北国分寺台三丁目 | 224世帯   | 488人   | 62人  | 12.70% | 236人    | 48.36%   | 190人   | 38.93% | 2.18人   |
| 北国分寺台四丁目 | 512世帯   | 1,116人 | 115人 | 10.30% | 642人    | 57.53%   | 359人   | 32.17% | 2.18人   |
| 北国分寺台五丁目 | 259世帯   | 561人   | 65人  | 11.59% | 276人    | 49.20%   | 220人   | 16.19% | 2.17人   |
| 全体             | 1,589世帯 | 3,412人 | 367人 | 10.76% | 1,817人  | 53.25%   | 1,228人 | 35.99% | 2.15人   |

## 通学区域
市立小学校・市立中学校と県立高等学校の通学区域は以下の通りである。
| 町丁字           | 範囲 | 小学校                   | 中学校                   | 高等学校 |
| ---------------- | ---- | ------------------------ | ------------------------ | -------- |
| 北国分寺台一丁目 | 全域 | 市原市立国分寺台西小学校 | 市原市立国分寺台西中学校 | 第9学区  |
| 北国分寺台二丁目 | 全域 | 市原市立国分寺台西小学校 | 市原市立国分寺台西中学校 | 第9学区  |
| 北国分寺台三丁目 | 全域 | 市原市立国分寺台西小学校 | 市原市立国分寺台西中学校 | 第9学区  |
| 北国分寺台四丁目 | 全域 | 市原市立国分寺台西小学校 | 市原市立国分寺台西中学校 | 第9学区  |
| 北国分寺台五丁目 | 全域 | 市原市立国分寺台西小学校 | 市原市立国分寺台西中学校 | 第9学区  |

## 交通

### 鉄道
最寄り駅は、JR東日本内房線小湊鉄道小湊鉄道線の五井駅である。

### バス
町丁内を通過する一般路線バスは以下のとおりである。
| 運行会社 | 系統     | 起点                        | 経由                   | 備考 |
| -------- | -------- | --------------------------- | ---------------------- | ---- |
| 小湊鐵道 | 五02系統 | 五井駅東口 - 市原歴史博物館 | アリオ市原、山田橋     |      |
| 小湊鐵道 | 五03系統 | 五井駅東口 - 市原歴史博物館 | 君塚二丁目、山田橋     |      |
| 小湊鐵道 | 五22系統 | 五井駅西口 - 山倉こどもの国 | 君塚二丁目、市原市役所 |      |

### 道路
- 市道25号北国分寺台村上線（国分寺中通り）

## 施設
- 北五井緑道